# مواسم السرور
سيزونز أوف بليجر هو فيلم فرنسي من إخراج جان بيير موكي وصدر في عام 1988 .

## ملخص
ينظم المعماريون المصلون ، تشارلز وإيمانويل ، كل عام ، في قلعتهم ، مؤتمرين للعطور ، الذين يوزعون منتجاتهم. غاريبالدي ، صهرهم المشوه والمشوخ إلى حد ما ، سيكون الخادم الشخصي. هيلين وجاك ، أحفادهم ، لجنة الترحيب. . .

## وصلات خارجية
- مواسم السرور على موقع IMDb (الإنجليزية)
- مواسم السرور على موقع روتن توميتوز (الإنجليزية)
- مواسم السرور على موقع ألو سيني (الفرنسية)
- مواسم السرور على موقع Turner Classic Movies (الإنجليزية)
- مواسم السرور على موقع أول موفي (الإنجليزية)
- مواسم السرور على موقع فيلمافينيتي (الإسبانية)
- مواسم السرور على موقع قاعدة بيانات الفيلم (الإنجليزية)
- مواسم السرور على موقع ليتربوكسد (الإنجليزية)
- مواسم السرور على موقع كينوبويسك (الروسية)